# Jabălkovo (distrikt i Chaskovo)
Jabălkovo (bulgariska: Ябълково) är ett distrikt i Bulgarien.   Det ligger i kommunen Obsjtina Dimitrovgrad och regionen Chaskovo, i den centrala delen av landet, 190 km öster om huvudstaden Sofia.